# Louis Brus
Louis Brus (ur. 10 sierpnia 1943 w Cleveland) – amerykański profesor chemii na Uniwersytecie Columbia, laureat Nagrody Nobla w dziedzinie chemii w 2023 roku.
4 października 2023 roku ogłoszono nagrodzenie Brusa wraz z Moungim Bawendim oraz Aleksiejem Jekimowem Nagrodą Nobla w dziedzinie chemii za odkrycie i syntezę kropek kwantowych. Każdy z nagrodzonych otrzymał 1/3 nagrody.
W komunikacie Komitet Noblowski wyróżnił rolę kropek kwantowych, najmniejszych składników nanotechnologii oraz wytworzenie cząstek tak małych, że o ich właściwościach decydują zjawiska kwantowe. W przypadku Brusa doceniono, że w latach 80. (kilka lat po wyróżnionych odkryciach Jefimowa) jako pierwszy udowodnił występowanie zależnych od wielkości efektów kwantowych w cząsteczkach swobodnie unoszących się w cieczy.